# Aclla-cuna

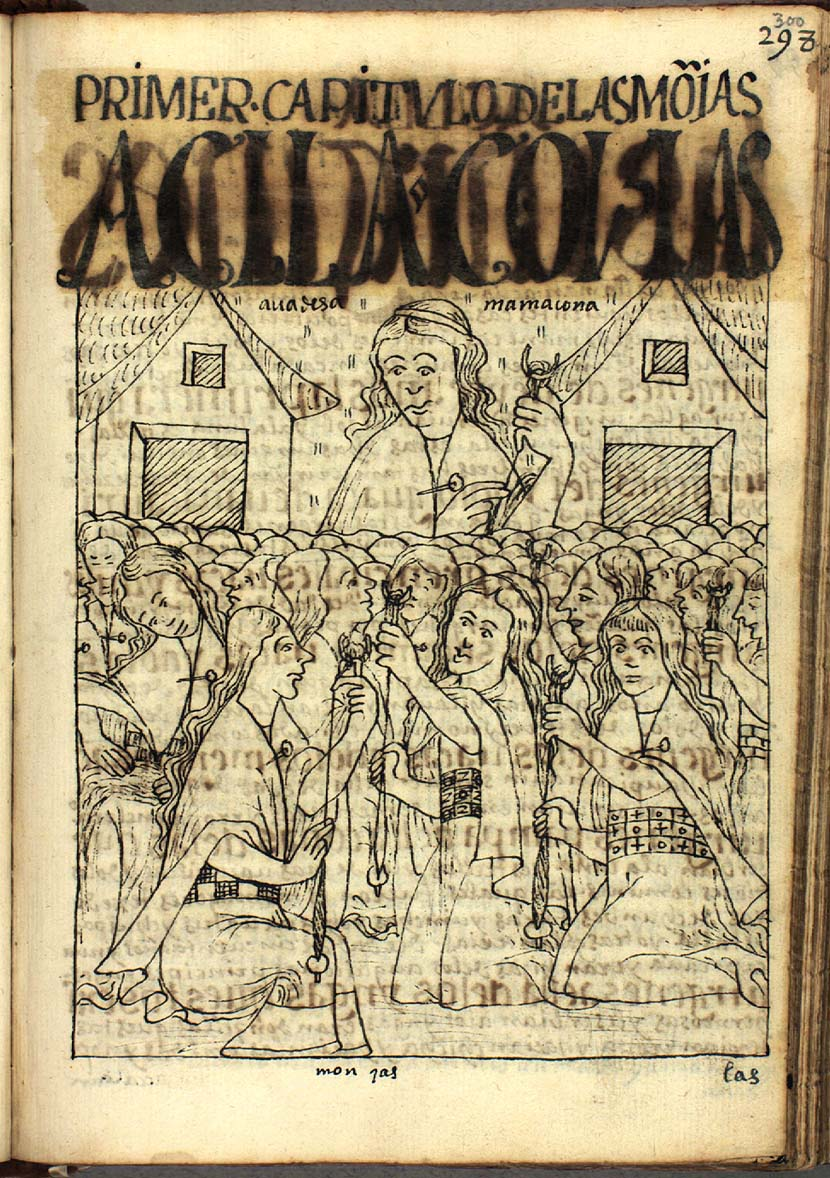
Accla représentée par Guaman Poma de Ayala

Les aclla-cuna, ou simplement acllas (du quechua akllasqa = choisies, et cuna = femme, donc « femmes choisies »), autrement dit les Vierges du Soleil, sont dans l'Empire inca, des jeunes filles qui, enlevées dès l'enfance à leur famille, vivent enfermées dans des couvents (ou acllahuasi (es) : le plus célèbre est celui de Cuzco, abritant près de quinze cents femmes). Lorsqu'elles ont une dizaine d'années elles sont choisies, une fois par an par des envoyés spéciaux du gouvernement les Apu Panaka, selon leur beauté, leur habileté et leur intelligence, parmi les plus hautes classes sociales de l'empire, souvent les filles des chefs locaux de provinces ou curacas. Dans l'Acllahuasi (la « Maison des Élues »), sous l'autorité des plus anciennes (les mama-aclla) dirigées par la Mamacuna (es), elles reçoivent un enseignement approfondi. Plus tard, celles qui ne deviennent pas les concubines de l'Inca ou les épouses de hauts dignitaires préparent la nourriture rituelle et tissent des étoffes précieuses ; d'autres sont les prêtresses du Dieu Soleil Inti, d'autres encore développent leur talent dans les arts (chant, musique, poésie, danse, conte) pour animer les fêtes de la cour impériale : il s'agissait toutes de fonctions éminemment prestigieuses.
Quelques-unes aussi sont sacrifiées lors de certaines fêtes religieuses qui, si elles ne revêtent pas l'ampleur des sacrifices aztèques, n'en consistent pas moins à immoler des enfants en bas âge et des jeunes filles. La différence est que chez les Aztèques, il s'agissait de sacrifices en masse et constants d'esclaves et d'ennemis vaincus pour "nourrir" le Dieu Soleil et maintenir en permanence l'ordre cosmique, alors que chez les Incas, les sacrifices étaient exceptionnels et avaient pour but de restaurer le lien rompu avec le divin, après des catastrophes climatiques, des sinistres comme de mauvaises récoltes, un tremblement de terre ou une épidémie, des événements funestes et mauvais présages comme des éclipses ou des passages de comètes, ou une maladie touchant le « Fils du Soleil » (Intip Churin), le dieu vivant qu'était lui-même l'empereur.